# 王汝銓
王汝铨，字谨堂，山东济宁州（今济宁市）人。清朝政治人物。

## 生平
道光二十七年（1847年）丁未科进士。咸丰二年（1852年），授任甘肃秦安县知县，以廉洁谨慎著称，在当地陇川书院亲身授课，视学生如骨肉。